# Jeanie dai lunghi capelli (singolo)
Jeanie dai lunghi capelli è un singolo del gruppo Rocking Horse, pubblicato nel 2017.

## Descrizione
Jeanie dai lunghi capelli è un brano musicale scritto e arrangiato da Douglas Meakin, Muzio Marcellini e Arnaldo Capocchia come sigla del cartone animato omonimo. Il lato B contiene una versione strumentale del brano, scritta e arrangiata da Douglas Meakin, Muzio Marcellini e Arnaldo Capocchia.